# Dragutin Milutinović
Dragutin Milutinović, srbski general, * 28. april 1865, † 5. januar 1941.

## Življenjepis
Leta 1887 je končal Vojaško akademijo v Beogradu in leta 1894 še Nikolajevsko generalštabno akademijo. Med letoma 1897 in 1994 je predaval na Vojni akademiji in sicer taktiko, strategijo, zgodovino vojne veščine in administracijo.
Sodeloval je v balkanskih vojnah in prvi svetovni vojni. 